# Tectaria subfuscipes
Tectaria subfuscipes là một loài dương xỉ trong họ Tectariaceae. Loài này được C.M.Kuo mô tả khoa học đầu tiên năm 1986.
Danh pháp khoa học của loài này chưa được làm sáng tỏ. 